# Ölsäuredecylester
Ölsäuredecylester ist eine chemische Verbindung aus der Gruppe der Fettsäureester (genauer ein Ester der Ölsäure). Es ist ein Ester aus der natürlich vorkommenden Ölsäure und Decylalkohol.

## Eigenschaften
Ölsäuredecylester ist eine gelbliche, ölige, in Wasser unlösliche Flüssigkeit. Sie besitzt eine Viskosität von 15 bis 20 mPa·s und wird in kosmetischen Produkten (z. B. Lippenstiften) als geschmeidig machender Zusatzstoff eingesetzt.